# 花と乙女に祝福を
『花と乙女に祝福を』（はなとおとめにしゅくふくを、繁: 花與乙女的祝福）は、株式会社ウィル（現・株式会社ウィルプラス）のゲームブランドensembleより2009年5月29日に発売された成年向けの恋愛アドベンチャーゲーム。病弱な双子の妹になりかわってお嬢様学園に通う女装少年のドタバタ生活を描き、後年まで続く「乙女シリーズ」の端緒となった。公式略称は「花乙女（）」。
2010年1月29日には続編『花と乙女に祝福を ロイヤルブーケ』が制作された。同年7月8日には登場人物とシナリオを追加し、続編の要素も取り入れた『花と乙女に祝福を -春風の贈り物-』がPlayStation 2版として発売された。
最初期の企画は単なる双子の入れ替わりものであったが、主人公を女子校に通わせるアイデアに偶然たどり着いたことから、『処女はお姉さまに恋してる』（2005年、キャラメルBOX）・『はぴねす!』（同、ういんどみる）のヒットにより到来していた「男の娘」ブームに乗る形で世に送り出された作品である。凡人ながら内面まで女の子らしく描かれた主人公像は賛否両論を持って迎えられた。女装もののブームはその後落ち着きを見せたが、本作が処女作となって誕生したensembleは、女装潜入作品を以降も継続的にリリースし、女装を特色とするブランドとして業界内での地位を確立するに至った。

## 歴史
- 2009年
  - 5月29日 - Windows版『花と乙女に祝福を』発売[2][9]。
  - 11月30日 - 『花と乙女に祝福を 短編集』発売[41]。
- 2010年
  - 1月29日 - 『花と乙女に祝福を ロイヤルブーケ』発売[2]。
  - 7月8日 - PlayStation 2版『花と乙女に祝福を -春風の贈り物-』発売（開発・販売はアルケミスト）[45][46]。
- 2011年
  - 2月18日 - 『花と乙女に祝福を』の繁体字中国語版『花與乙女的祝福』が発売（発売元は未来数位）[11]。
  - 10月27日 - PlayStation Portable版『花と乙女に祝福を -春風の贈り物- portable』発売（発売元はアスガルド）[30][28]。
- 2012年2月6日 - 『花と乙女に祝福を ロイヤルブーケ』の繁体字中国語版『花與乙女的祝福 皇家花束』が発売[25]。
- 2015年
  - 4月2日 - MobageでiOS/Android版『花と乙女に祝福を』のサービス提供開始[3]（その後終了[47][14]）。
  - 7月14日 - にじよめでiOS/Android版のサービス提供開始[4]（その後終了[15]）。

2010年8月より本作を含む株式会社ウィルのアダルトゲーム事業は株式会社ウィルプラスに引き継がれている（ウィルプラスの項を参照）。

## 製品構成
製品毎の搭載内容を次表に示す。ここに、PC：Windows版『花と乙女に祝福を』、RB：Windows版『花と乙女に祝福を ロイヤルブーケ』、PS2：PlayStation 2版、PSP：PlayStation Portable版の、それぞれ略称とする。
| 内容               | PC  | RB  | PS2 | PSP | 備考                                                         |
| ------------------ | --- | --- | --- | --- | ------------------------------------------------------------ |
| 原作シナリオ       | Yes | No  | Yes | Yes | PS2/PSP版は一部展開がPC版と異なり、性的描写は存在しない。    |
| アフターストーリー | —   | Yes | △   | △   | PS2/PSP版は「#兄さんは私の下僕？」シナリオのみ収録している。 |
| 追加シナリオ       | —   | —   | Yes | Yes |                                                              |
| 新オープニング     | —   | —   | Yes | No  | #PS2版オープニングを巡るトラブルも参照。                     |

✓：搭載、△：一部搭載、×：非搭載。iOS/Android版の構成は確認できなかった。

## システム
本作は、マウスクリックなどでテキストを読み進め、途中表示される選択肢から主人公の行動を選んでいくことで物語が分岐・進行する、オーソドックスな恋愛アドベンチャーゲームである。iOS/Android版は基本プレイ無料・アイテム課金方式で提供され、主人公の名前が変更可能となっていた。
花と乙女に祝福を（春風の贈り物）
マルチエンディング形式を採用している。いわゆる攻略可能なヒロインは6人（PS2/PSP版では8人）登場し、加えてバッドエンドも2つ用意されている。表示される選択肢は大きく2種に分かれており、ひとつは分岐用、もうひとつはヒロインの好感度を上げるためのものである。ヒロインを攻略するためには、一定量の好感度を確保しつつ、正しい分岐を選択していく必要がある。物語の時期は5月7日から6月6日までの1か月。さらにその後日を描いた「おまけシナリオ」が3つ（PS2/PSP版では4つ）用意されており、特定のエンディングを見た後にプレイできる（#あらすじも参照）。
ロイヤルブーケ
5本の後日譚シナリオから任意に選んでプレイする形式になっている。物語の時期は主に夏。

## あらすじ

### 導入部
物語は、主人公・月丘彰（）が、姿見の前で女装していく場面から始まる。名門お嬢様学園「聖（）ルピナス学園」に在籍する彼の双子の妹・月丘晶子（）は長期入院中で、進級要件の出席日数が不足する事態に陥っている。彰は晶子になりすまして女学園に通おうとしているのである。
ルピナスの門をくぐった晶子（彰）は薔薇園で道に迷い、一人の上級生と出会う。2人の出会いは、上下にスクロールするCGで大きく演出される。生徒会長の宝生聖佳（）は、この出会いを通じて晶子（彰）に興味を持つ。一方、晶子と同じ園芸部に所属し、兄妹の幼馴染でもある名木城都（）はすぐに彰の女装を見破るが、学園生活のサポートを引き受ける。
ゲームの中で数日を過ごすうちプレイヤーは、保護者らを招いて行う「立藤（）の会」なる行事が間近に迫っていることを知らされる。聖佳がその実行委員長に晶子（彰）を指名し、会の実行委員長は次期生徒会長の重任を負う設定であることから、都が晶子（彰）を庇って聖佳に反抗する展開になる。学園長の仲裁の結果、園芸部と生徒会は来る立藤の会でそれぞれ独自のイベントを企画し、晶子（彰）を賭け集客数で勝負することに決まる。
晶子（彰）は園芸部か生徒会のどちらかを手伝うよう学園長に指導される。そのためプレイヤーは、数回の選択行為を通じ、都と聖佳のどちらに肩入れするかを決断することになる。

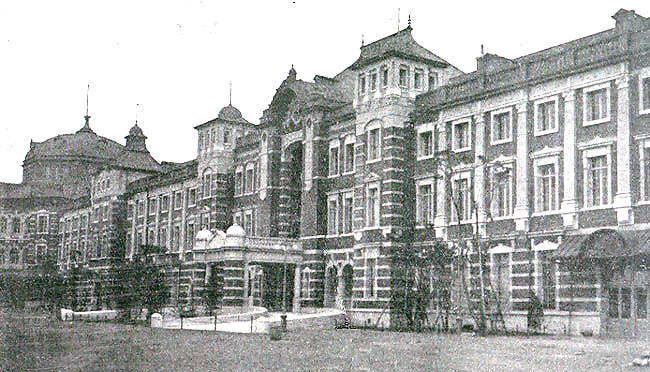
本作の舞台は名門「聖ルピナス学園」。明治23年に設立された基督教系女学園という設定である。作中で描かれる外観は空襲に遭う以前の東京駅がモデル。
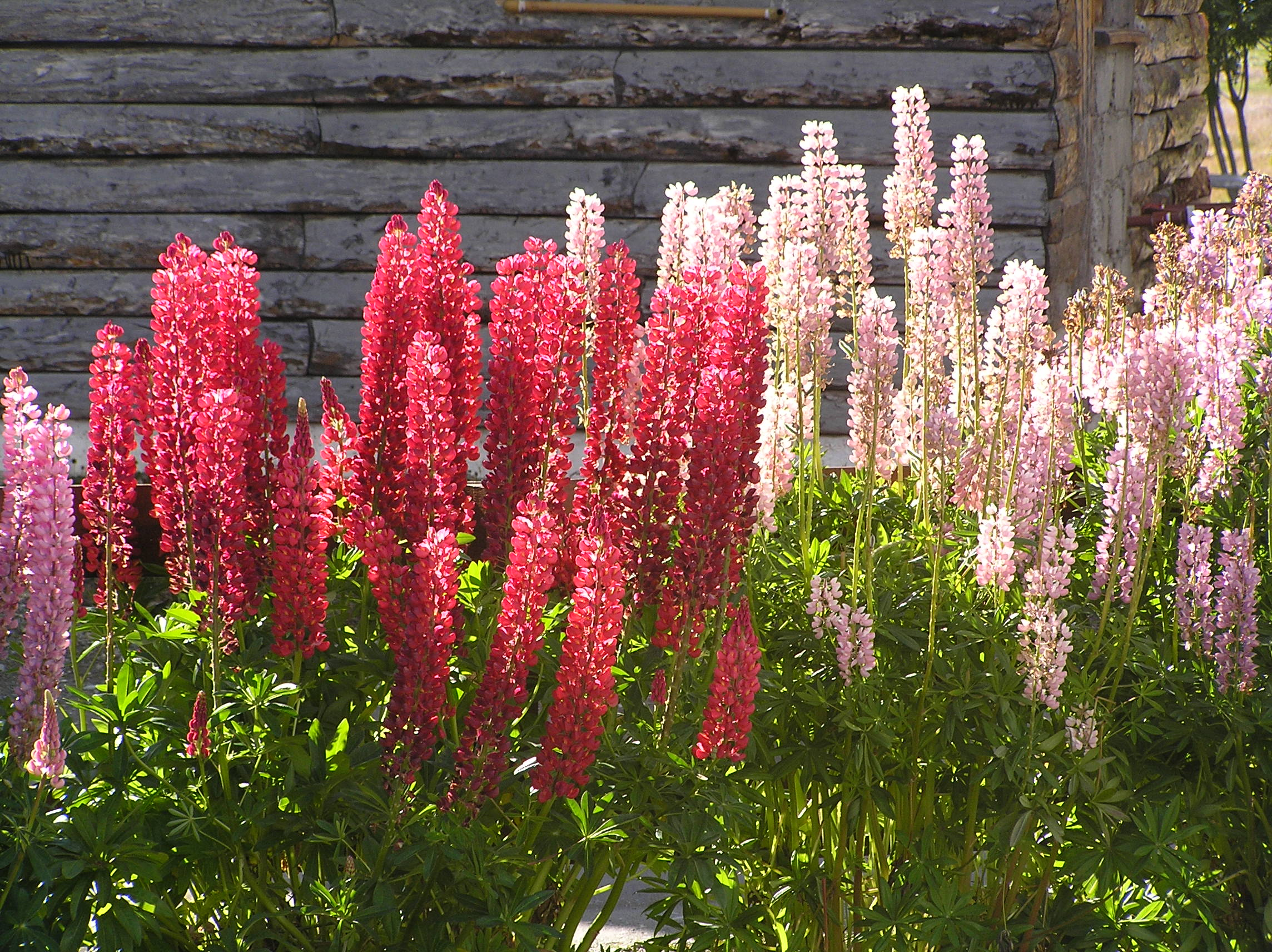
立藤の会では保護者・OG・学園関係者を招き、各年のテーマとなる花にちなんだイベントを開催している。立藤とはルピナスのこと。

| 本作の攻略ヒロイン | 本作の攻略ヒロイン | 本作の攻略ヒロイン | 本作の攻略ヒロイン | 本作の攻略ヒロイン | 本作の攻略ヒロイン |
| 機種               | 名前               | 学級               | 身長               | B-W-H              | 出典               |
| ------------------ | ------------------ | ------------------ | ------------------ | ------------------ | ------------------ |
| PC PS2             | 名木城 都          | 2年桜組            | 158                | 80-54-82           | [ 64 ] [ 35 ]      |
| PC PS2             | 宝生 聖佳          | 3年椿組            | 160                | 84-55-86           | [ 57 ] [ 35 ]      |
| PC PS2             | 鹿島 志鶴          | 2年桜組            | 156                | 88-56-87           | [ 65 ] [ 35 ]      |
| PC PS2             | 佐上 薫            | 3年椛組            | 165                | 82-59-85           | [ 66 ] [ 35 ]      |
| PC PS2             | 藍那 祈            | 1年柚組            | 147                | 72-52-74           | [ 67 ] [ 35 ]      |
| PC PS2             | 山本 眞弥子        | 1年柚組            | 147                | 82-52-78           | [ 68 ] [ 35 ]      |
| PS2                | 獅堂 沙織          | 3年椛組            | 159                | 85-54-84           | [ 35 ]             |
| PS2                | 朝霧 七緒          | 1年桜組            | 150                | 75-54-74           | [ 35 ]             |

- 本作の舞台は名門「聖ルピナス学園」[注 5]。明治23年に設立された基督教系女学園という設定である[35]。作中で描かれる外観は空襲に遭う以前の東京駅がモデル[69]。
- 立藤の会では保護者・OG・学園関係者を招き、各年のテーマとなる花にちなんだイベントを開催している[35]。立藤（）とはルピナスのこと[70]。

### 園芸部ルート

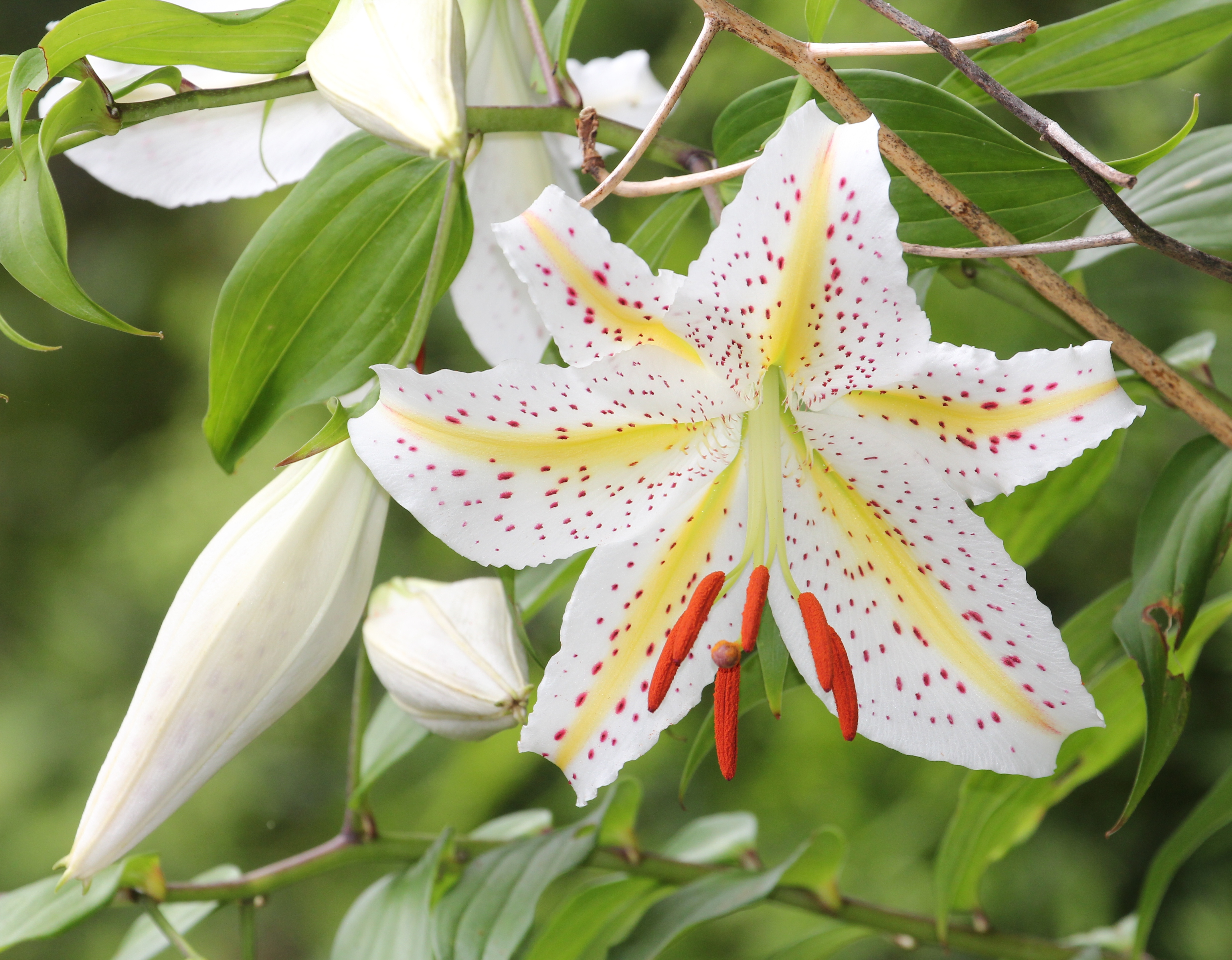
ヒロイン全員にイメージの花が設定されている。都のイメージは百合（写真はヤマユリ）。

園芸部を手伝う選択をすると、物語は本ルートに分岐する。園芸部は聖佳との対決を回避したい上級生たちが部を去り、都と部長の宇佐見沙枝（）だけになっている。沙枝はやや距離を置いた存在として描かれる。全校生徒の好きな花をアンケートで調べた晶子（彰）は、回答にあった花を全部使ったイベント「花と乙女の物語」を提案する。それは、生徒たちの好きな花をまつわる思い出と共に紹介していこうというものであった。
名木城都ルート

立藤の会の準備が進む中、都の母親の弥生（）が病気で倒れたとメイドの山内が報せてくる。ここで、実家の近い都が寮生活をしている理由がプレイヤーに説明される。都には子供のころ世話をしてくれていた優しい婆やがいたのだが、弥生は、婆やが都のために作った花壇を破壊し、婆やを屋敷から追い出してしまったのだという。弥生の病状が悪化しても都は実家に帰ろうとしない。
ついに弥生が重篤に陥ったとき、事の真相が判明する。実は都は重度の百合アレルギーで、婆やの作った花壇のため命の危機に瀕したことがあり、責任を感じた婆やは自らの意思で屋敷を去っていたのだった。弥生は、園芸に本気で打ち込んでいた都にアレルギーのことを告げられなかったのである。晶子（彰）はショックを受けて呆然とする都を支えて立ち直らせる。都は立藤の会でアレルゲンを処理した百合の展示スペースに立ち、母親との思い出を語っていく。弥生の手術は成功し、都の物語に幕が下ろされる。
藍那祈・山本眞弥子共通ルート
1年生の藍那祈（）は友達ができず孤独だったが、晶子（彰）と出会ったことで山本眞弥子（）という無二の親友を手に入れる。祈と眞弥子は晶子（彰）を手伝うため園芸部に入部し、日々草の苗を記念に贈られる。花言葉が「生涯の友情」と知った2人は喜び合い、一緒に花畑を作ることを約束する。そんなある日、眞弥子が彰本人に一目惚れしてしまい、晶子（彰）への想いを募らせていた祈は、晶子と彰が入れ替わっていることに気付いてしまう。プレイヤーは、眞弥子から告白され、祈の本心を知っている状態で、2人のうちどちらを選ぶかの決断を迫られる。以下、プレイヤーの選択に応じ分岐する。
藍那祈ルート
大好きな「晶子」を親友の眞弥子に取られそうになる展開に祈は激しく動揺する。「晶子」の正体を知った眞弥子も親友と三角関係になったことで落ち込むが、祈が身を引こうとすると激しく怒り、「友達ならこの意味がわかるはずだ」と日々草の苗を祈に渡す。祈は友情の証を突き返されたと嘆くが、それは、2人の小さな約束を覚えていた眞弥子が自ら殖やしたものだと気付く。眞弥子に祝福され、祈は彰と恋人になる。
山本眞弥子ルート
彰は眞弥子の告白に応えるが、眞弥子には財閥御曹司・三船千里（）との見合い話が持ち上がっていた。彰は立藤の会で千里と利き茶勝負をすることになるが、ルピナスにやって来た千里にも思い人がいたことがわかる。千里は、ルピナスの学園生で財閥令嬢の天法院綾音（）に結婚を申し込んでその場を驚かせる。ともあれ落着し、千里に勝利した彰は山本家から認められる。

### 生徒会ルート
生徒会長の聖佳は学園で絶大なカリスマを誇っているが、どうしたことか、生徒会には活気がない。聖佳が他人に対しつい厳しい態度を取ってしまうためだという事情が語られる。生徒会を手伝う選択をすると、物語は本ルートに分岐する。聖佳は庭園を大量の薔薇の造花で埋め尽くし、その中に潜ませた一輪の本物を探す「百万本の薔薇」イベントを立案する。晶子（彰）の勧めもあり笑顔を振りまく聖佳のところへ、全校生徒が造花を作って運んでくる。
宝生聖佳ルート
変わるため努力を始めた聖佳に、晶子（彰）は憧れ以上の気持ちを抱くようになる。ところが、聖佳の個別ルートでは造花集めの最中にトラブルが発生する。聖佳の悪い噂が流れるようになり、生徒たちは聖佳を恐れて遠ざかっていく。立藤の会が絶望的になる中、晶子（彰）は誤解を解くためひとり奔走を続ける。見かねた聖佳が止めようとした拍子にウィッグが外れてしまい、正体が露見した晶子（彰）は生徒会を去る。
テキストは聖佳視点に切り替わる。数日後、庭園に足を運んだ聖佳は、そこに咲き乱れる薔薇を見て驚く。晶子（彰）は聖佳に拒絶されてからも一生懸命造花を集め続けていたのだ。聖佳は2年の教室へ急ぐが、そこにいたのは「晶子」ではなく退院した妹だった。立藤の会は多くの来場客で賑わうが、一番いて欲しかった「晶子」の姿だけがなく、聖佳は薔薇園で悲しみに暮れる。そこへ「実は道に迷ったみたいで……」と出会った日のように彰が現れる。2人は恋人として結ばれ、聖佳の物語に幕が下ろされる。
鹿島志鶴ルート
晶子（彰）と一緒に生徒会を手伝うことになった美術部の鹿島志鶴（）は、晶子の匂いが以前と違っていることに心を乱されている。実は志鶴は変態なのである。ついに我慢できなくなり晶子（彰）を部室に呼び出すと、自分は汗の匂いで興奮してしまう特殊な性癖の持ち主なのだと告白し、下半身をまさぐりにかかる。すると入れ替わりが判明し、疑問も氷解してすっきりする。
肉体関係を持ってしまった彰は、なし崩しに志鶴の恋人になり、男の姿で街をデートする。翌日登校すると晶子は男だという噂が流れており、スクープを狙う新聞部員まで現れる。噂が消えないことに業を煮やした聖佳は本物の薔薇の景品を「晶子を自由に調べられる権利」に定め、直接体を確かめさせようとする。立藤の会で本物の薔薇が新聞部員の手に渡ってしまい、晶子（彰）は絶体絶命の危機に陥るが、男装して彰となった晶子が助けに現れたことで疑惑は晴れ、一件落着となる。
佐上薫ルート
生徒会副会長の佐上薫（）は西陣織の元締めの一族に生まれ、将来は後継者となることが定められている。ルピナスでは中性的な顔立ちと抜群の運動神経で下級生の人気を集め、卒業までのモラトリアムを彼女たちとの疑似恋愛に費やしている。晶子（彰）に対してもスキンシップを図るが、跳ね返された腕力の意外な強さに疑念を抱き、これが後日の女装露見に繋がる。薫ルートは、聖佳ルート攻略後に聖佳ルートから分岐する。そのため、造花集めに難航している状況を引き継いでいる。
やがて薫ファンの下級生が2つの勢力に分かれて抗争を始めると、騒動を知った京都の祖母が薫を連れ戻しにやって来る。晶子（彰）は自分が薫を更生させると宣言し、薫と協力して生徒会を再び軌道に乗せ、立藤の会を成功へと導く。一部始終を見届けた祖母は薫の人生を伝統の犠牲にする必要はないと考え直すが、薫はたこだらけの手を恋人が褒めてくれたと言い、西陣織の後継者であることを誇れるようになったと答える。2年後、学園を卒業した彰は関西で薫と暮らし始める。

### 春風の贈り物
PS2/PSP版ではセックスシーンがカットされている都合上、一部の展開が原作と異なっている。追加ヒロインは園芸部ルートと生徒会ルートに1人ずつ配置されており、それぞれ次のような展開となる。
獅堂沙織ルート
上級生の抜けた園芸部を、沙枝の友人の獅堂沙織（）が手伝うようになる。立藤の会では恋の話に関係した花を飾ることになり、生徒たちからエピソードを募ったところ、恋愛小説の若手作家「姫野くるみ」の作品が寄せられる。姫野くるみには、作品の舞台や登場人物がルピナスに似ていることから、ルピナスの現役学園生だという噂があり、園芸部の催しは俄に注目を集める。一方、投稿された作品に晶子（彰）と沙織しか知らないことが書かれていたことから、晶子（彰）はくるみの正体を知ってしまう。
やがて、投稿したのは姫野くるみの名を騙る偽者だという批判が出てくると沙織は色を失う。本当の恋をまだ知らない沙織は、本から得た知識で恋愛小説を書いてきたのだ。偽物だと痛い所を突かれて筆を折ろうとするが、晶子（彰）がくるみの原稿をコピーして全校に配ると校内はくるみの作品に対する絶賛で溢れる。立藤の会で本物の晶子から入れ替わっていた事実を教えられた沙織は、ルピナスを去ろうとしていた彰に追いつく。姫野くるみは本当の恋の物語を書き続けていく。
朝霧七緒ルート

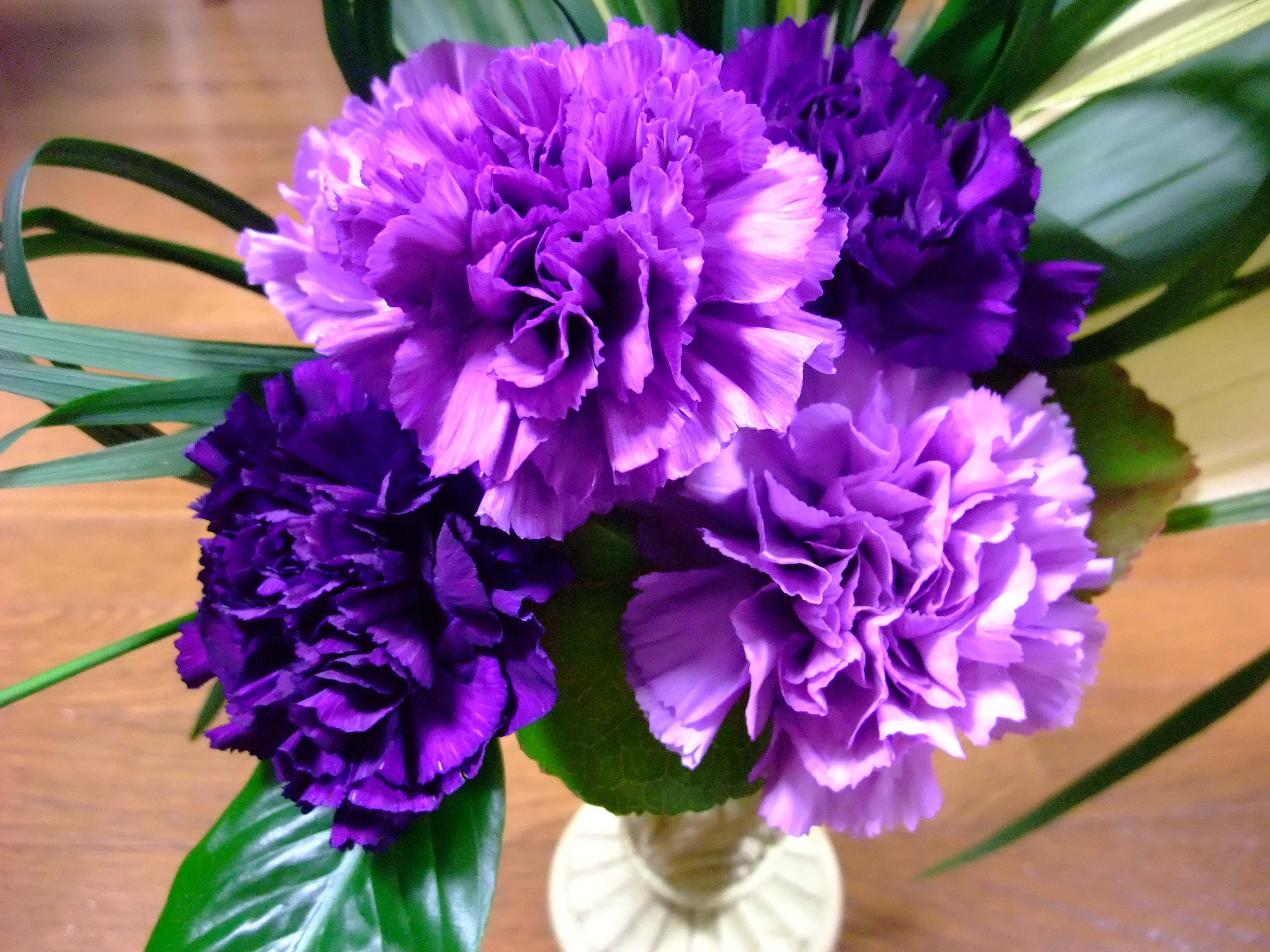
1995年に開発された青いカーネーション「ムーンダスト」。

晶子は1年生の朝霧七緒（）が聖佳を嫌っていることを知り、誤解を解くため七緒を生徒会室に誘う。生徒会活動に参加するようになった七緒が晶子（彰）に惹かれていくという流れになるが、他方で七緒の個人的な問題も浮かび上がってくる。昔、七緒の母親は青いカーネーションで立藤の会を飾って父親のハートを射止めたが、その後夫婦は別居しており、今度の立藤の会で久しぶりに会うことになっているというのだ。
以降、テキストは七緒視点と晶子（彰）視点を交互する。ある日寮のラウンジを訪れた七緒は、晶子（彰）が男の口調で電話しているのを聞く。気になって学園を休み、「晶子」が入院していたという病院へ向かうと、果たしてそこには本物の晶子がいて、七緒の予感は的中してしまう。立藤の会では晶子（彰）が密かに用意していた青いカーネーションが生徒会の催しを飾り、来場した七緒の両親は仲直りに向けて一歩を踏み出す。七緒は黙って去ろうとする晶子（彰）を引き留めると勇気を振り絞る。青いカーネーションの咲く庭園で、若い2人も恋人になる。

### ロイヤルブーケ
プレイヤーは、以下の5本のシナリオを任意の順で進めることができる。いずれも本編の後日を描いたものであり、彰が女装する本来の理由は既に失われているが、色々な理由で再び女装する場面が用意されている。
夏だ！ プールだ！ お祭りだ!! 〜都のとても長い一日〜
本シナリオは、都ルートの後日譚である。恋人になった彰と都は名木城邸のプールで泳いだ後、神社の縁日で遊ぶ。帰り道、本当はプールのあるような豪邸に彰を呼びたくなかったと都が打ち明ける。日本有数の名家である名木城家の婿になれば重圧やしがらみも付いてくるからであったが、彰の気負わない態度を見て都は安心する。
兄さんは私の下僕？ 〜月丘晶子の優雅な一日〜
本シナリオは、PS2/PSP版ではバッドエンドのおまけとなったものである。彰はヒロインの誰とも結ばれておらず、街へ出かける晶子の供をする。夜遅くまでデートを楽しんだ2人はルピナス寮の晶子の部屋に泊まる。一緒に入浴し、同じベッドで眠りながら、彰はこれからも晶子を見守っていこうと胸に誓う。
彰・漢化計画 〜性を取り戻せ！〜
聖佳ルートのひと月後が描かれる本シナリオでは、彰から女装していたころの癖が中々抜けないという問題が発生している。聖佳は恋人を「男の中の漢（）」に戻すべく、肉体改造や電気ショックを施していく。彰はついに怒り出すが、偶然出会った眞弥子から「仲直りができるお茶」（実は媚薬）を貰い、2人は仲直りする。聖佳は行為のときの彰を男らしかったと褒め、落ちがつく。
心は女。体は男?! 〜天法院綾音 華麗なる軌跡〜
本シナリオの視点人物は天法院綾音である。物語は、心と体の性の不一致に苦しんできた綾音が、初めてルピナスの制服に袖を通すところから始まる。周囲の友人に隠し続けたまま2年目の立藤の会を迎え、三船千里からプロポーズされた彼女はどうすればいいのか迷う。
薫・志鶴から勧められ、まずは会って話すことにする。デートの終わりに携帯電話をプレゼントされ、毎日メールを交換するようになる。やがて千里に惹かれていくのを自覚するようになり、嘘をつき続けることに耐えられず、ついに全てを告白する。千里は流石に動揺するが、本当に自分のことを女性だと思っているのか綾音に確認する。画面暗転の後、南国の青空の下で婚約式を挙げる綾音と千里の姿が描かれ、終幕する。
連夜連闘？ 名木城家、愛のお泊まり会
本シナリオは、本編でヒロイン全員と肉体関係を結んでルピナスを後にしていたらという「もしも」の後日を描く、ハーレムストーリーである。都・志鶴・祈・眞弥子ら新生徒会メンバーのお泊まり会が開かれることになるが、会長の晶子は当日体調を崩してしまう。彰が晶子になりすまして参加すると、早々に正体を見抜かれてしまい、彼女たちに連日身体を求められるという展開が描かれる。

## キャスト
| 役名              | PC           | RB           | PS2/PSP      |
| ----------------- | ------------ | ------------ | ------------ |
| 月丘 彰           | まきいづみ   | まきいづみ   | やなせなつみ |
| 月丘 晶子         | まきいづみ   | まきいづみ   | やなせなつみ |
| 名木城 都         | 風音         | 風音         | 同左         |
| 宝生 聖佳         | 青山ゆかり   | 青山ゆかり   | 友永朱音     |
| 鹿島 志鶴         | 有栖川みや美 | 有栖川みや美 | 高田初美     |
| 佐上 薫           | かわしまりの | かわしまりの | 同左         |
| 藍那 祈           | 綾部凛       | 綾部凛       | 阪田佳代     |
| 山本 眞弥子       | 青葉りんご   | 青葉りんご   | 同左         |
| 獅堂 沙織         | —            | —            | 井上麻里奈   |
| 朝霧 七緒         | —            | —            | 佐藤利奈     |
| 天法院 綾音       | 倉田まりや   | 倉田まりや   | 澄田まりや   |
| 宇佐見 沙枝       | 天川みるく   | —            | 天川みるく   |
| 先生（水城 美穂） | 一ノ瀬リコ   | —            | 一ノ瀬リコ   |
| 山内さん          | 如月葵       | 如月葵       | 同左         |
| 学園長            | 美樹上総     | 美樹上総     | 同左         |
| 三船 千里         | 土門熱       | 土門熱       | 同左         |
| 名木城 弥生       | 上遠野翠     | 上遠野翠     | ※            |

※ PS2/PSP版の名木城弥生役は確認できなかった。

## スタッフ
花と乙女に祝福を
- 企画・ディレクション - じんべい
- シナリオ - じんべい、籐太
- 原画 - 武藤此史、igul（サブ）
- 背景 - 獏プロダクション、倉田憲一
- 音楽 - 有限会社バンブー（ミリオンバンブー）
- OP・EDムービー - パリオ（Mju:z）
- 営業・広報 - 夏月、しんのすけ、すぎぞー

ロイヤルブーケ
- 企画・プランニング - じんべい
- シナリオ - じんべい、ANTENNA
- 原画 - 武藤此史、igul（サブ）
- 背景 - 獏プロダクション、倉田憲一
- 音楽 - 有限会社バンブー（ミリオンバンブー）
- OP・EDムービー - パリオ（Mju:z）
- 営業・広報 - 夏月、しんのすけ、チーター

春風の贈り物（PS2版）
- プロット・監修 - じんべい
- シナリオ - 藤原休樹 with 企画屋、中村慎介
- 原画 - 武藤此史、株式会社ウインズ（サブ）
- 背景 - 南雲ミハル
- OPムービー - 高島洋祐（SIGMA CONNECT）
- 営業・広報 - 中川滋、松原勝彦、丸山充弘
- ディレクション - 森松一行
- プロデュース - 丸山充弘
- 製作総指揮 - 浦野重信

## 音楽

### 主題歌
PC版の主題歌は全て音楽家のロドリゲスのぶ（笹原ノブスケ、笹原延介。2018年から横浜マリンエフエム代表取締役社長）が楽曲を提供し、片霧烈火が歌唱を担当したものである。それらのうち「Maiden's Garden」は作中で都が歌う場面があり、「まさか本当に歌うとは思っていなかった」都役の風音は、収録時最も印象に残ったこととして挙げている。PS2版の主題歌は喜多村英梨と今井麻美により当時結成されたばかりのユニット「ARTERY VEIN」の曲であり、所属先の5pb.からアルケミストに持ち込まれ、採用されたものである。これらの曲の扱いを巡って後述の#トラブルが発生することになった。
オープニングテーマ「Maiden's Garden」
作詞 - 不詳 / 作曲 - ロドリゲスのぶ / 編曲 - da2 / 歌 - 片霧烈火
エンディングテーマ「ひみつのストーリー」
作詞 - 秋元凛 / 作曲・編曲 - ロドリゲスのぶ / 歌 - 片霧烈火
ロイヤルブーケオープニングテーマ「Bloom of your dream」
作詞 - kimotto / 作曲 - ロドリゲスのぶ / 編曲 - da2 / 歌 - 片霧烈火
春風の贈り物（PS2版）オープニングテーマ「Splendid Flowers」
作詞 - Eb/B / 作曲 - MAKIKO / 編曲 - 悠木真一 / 歌 - ARTERY VEIN

### サウンドトラック
本作の楽曲制作はミリオンバンブーが担当している。ミリオンバンブーとは、ロドリゲスのぶが様々な分野の作詞家・作曲家・編曲家・演奏家を集めて結成した音楽制作チームである。美少女ゲーム専門の音楽制作ブランドを標榜していた時期もあり、ウィルプラスは2021年現在その主要な取引先に社名を連ねている。
初回限定版にはオリジナルサウンドトラック『花と乙女にサントラを』が付録として同梱されており、音楽CD1枚に主題歌2曲とBGM20曲が収められている（「Bloom of your dream」は『ロイヤルブーケ』の購入者にダウンロードで配布された）。

## 制作・広報（PC版）

### 企画と市場動向
| 年     | 出来事 |
| ------ | --- |
| 2003年 | - 『マリア様がみてる』が男性にもブームになる                                                                               |
| 2005年 | - 『処女はお姉さまに恋してる』発売 ……8万本以上のヒット商品となる - 『はぴねす!』発売                                       |
| 2006年 | - テレビアニメ『はぴねす!』放映 - テレビアニメ『乙女はお姉さまに恋してる』放映 ……「このアニメがすごい！ 2007」で13位に入賞 |
| 2007年 | - 『恋する乙女と守護の楯』発売 ……「一世を風靡」するヒット作となる                                                          |
| 2008年 | - 『るいは智を呼ぶ』発売 ……美少女ゲームアワードでメディア支持賞を受賞                                                      |
| 2009年 | - 『花と乙女に祝福を』発売                                                                                                 |

本作のアイデアの元は、シナリオライターの「じんべい」（この時期の代表作には『AYAKASHI』などがあった）が、双子の入れ替わりを題材として面白いことができないかと、2007年以前から長期間温め続けていたものである。株式会社ウィルの夏月に提案したところ、好感触が得られたことから、2008年の年明けに本作企画として正式に立ち上がった。夏月は「ウィルの中に無いものをやりたい」とじんべいに話した。いわゆる「萌え」中心の作品が業界に増えていた中、当時のウィルには萌えを売りとするブランドがまだなかったことが背景にあった。そこで、萌えを扱う新ブランドを設立し、本作をその処女作として発表する運びとなった。
じんべいが念頭に置いていたのはあくまで双子の入れ替わりであったが、入れ替わるシチュエーションの中で何か面白いことができないか検討を重ねる中、「妹になるなら女学園に行ったほうが楽しい」と、女装潜入のアイデアに偶然的に辿り着く。もっとも、じんべいにこそ知られていなかったが、女装ものはそのころ既にメジャーなジャンルであった。2005年に発売された『処女はお姉さまに恋してる（おとめはボクにこいしてる、おとボク）』（キャラメルBOX）と『はぴねす!』（ういんどみる）のヒットにより、アダルトゲームには女装もののブームが到来していた。特に『おとボク』は累計8万本以上を売り上げ、テレビアニメも年間ランキングで上位に入るなどの記録的なヒットを達成していた。夏月は「『おとボク』も流行ってますし、女装ものいいですよね」とし、じんべいの案に了承を与えた。
本作舞台のモデルとなったのは、少女小説『マリア様がみてる』（の「リリアン女学園」）である。じんべいは、お嬢様学園を舞台とした理由を、せっかく女子校に通うのであれば、普通の学校よりも箱入りのお嬢様が通う学校にしたほうが萌えると考えたためであったと説明しているが、この時期の女装ゲームには『マリア様がみてる』に影響されたものが多い。例えば『おとボク』こそはそのような作品のひとつであり、他にも『るいは智を呼ぶ』などに『マリア様がみてる』との類似点が指摘されている。本作は、「お嬢さまといえば花だろう」という連想から、物語の題材として園芸を選んだ。当初のアイデアはこうして、ヒロイン毎に花との繋がりを見せていく「花と乙女の物語」へと纏まっていく。タイトルの「花と乙女に祝福を」はまた、作品全体のテーマでもある。

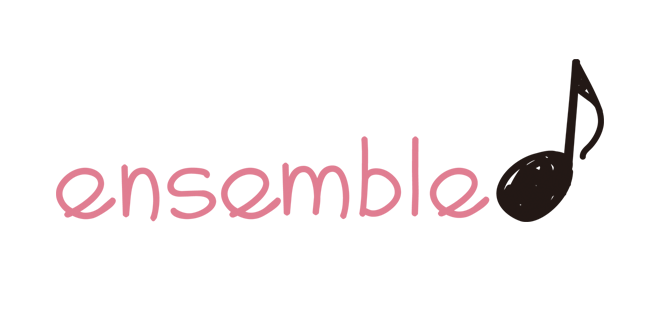
ブランドロゴ。合奏・重奏の意味がある。

ブランドの命名者となったのは本作シナリオライターの籐太である。籐太はじんべいとは『AYAKASHI』で共作するなどしており、正式開始に先立つ2007年の12月ごろには、プロットなどについて既にじんべいから相談を受けていた。じんべいが籐太に向かい「ブランド名」と口にしたとき、籐太はすぐに相談の意図に思い至ったという。一般に美少女ゲームのブランド名は音楽用語から取ることが多かったといい、「何にする？」とじんべいが尋ね終わったときには、籐太は「ensemble」を思いついていたという。

### 開発
| 時期             | 作業内容                   |
| ---------------- | -------------------------- |
| 2008年1月        | 企画開始                   |
| 2008年2・3月ごろ | 原画担当に武藤の起用を決定 |
| 2008年5・6月ごろ | 武藤が作業に着手           |
| 2008年8月ごろ    | 原画作業が本格化           |
| 2008年11月21日   | 公式サイトを開設           |
| このころ         | シナリオ執筆の終盤作業     |
| 2009年3月30日    | 発売予定日の延期を告知     |
| 2009年4月24日    | （当初の発売予定日）       |
| このころ         | デバッグ作業               |
| 2009年5月13日    | マスターアップ             |
| 2009年5月29日    | 『花と乙女に祝福を』発売   |
| 2009年9月18日    | 『ロイヤルブーケ』制作発表 |
| 2010年1月29日    | 『ロイヤルブーケ』発売     |

企画が立ち上がった時点でエンディングまでの明確なプロットが存在したのは聖佳だけであった。物語を構築していく上で、主人公の正体を知っていて協力者となる存在が要請され、まず都が加えられた。次いで志鶴・祈・薫・眞弥子と自然に埋まっていき、総勢6人のヒロインを配したキャラクター構成が決まる。
夏月とじんべいは2人で原画家候補を出し合っていたが、本作の「柔らかい世界観」（夏月）と絵柄の親和性を考慮し、最終的に武藤此史の起用を夏月が決断した。武藤にとって本作は2度目の美少女ゲームの仕事であり、メイン原画を担当した初めての作品となった。2008年の3月ごろまでに依頼を受けた武藤は6月ごろまでに着手し、およそ1年に渡って本作の制作に携わった。使用したツールは液晶タブレットとSAIであった。女装ものはジャンルとして確立しているという認識を持っていた武藤は、ユーザーを惹きつけられるかどうかは絵に掛かってくると重圧を感じていたという。
じんべいのプロットが遅れたことから、シナリオ作業にヘルプとして籐太が入ることになった。プロットがさらに遅れたことから、シナリオ執筆における籐太の受け持ち分は当初予定より大幅に増えた。じんべいと籐太の最終的な分担は、じんべいが導入部・園芸部共通ルート、籐太が生徒会共通ルート・個別全ルート、両者の比率としては大体2:8となった。籐太は、女装ものは色物という認識であったが、「僕のところにも〔女装案件が〕ついに来たか！」と流行に乗ることには前向きであった。流行に乗りつつ自分の特徴を出すことを考えたという。双子の入れ替わりという状況設定は、ここに至り他社女装作品との差別化のポイントになっていた。籐太が重きを置いたのは「〔妹と入れ替わる〕主人公、〔女装潜入という〕ジャンル、地の文」の3点であった。前二者を受け、「女の子になりすますには、女の子を理解しなくてはならない」と、地の文（彰の心理描写）を増やす方針をとったのだという。

ユーザーさんの視点、神の視点から見ている人に共感してもらえる主人公を作っていくと、必ず人間ではないキャラクターになるんですよ。そうじゃなくて、（彰が変装した）晶子は晶子でいいんだよって。晶子が聖佳とか都の悩みをわかってあげて、常に男らしい行動をするのは、何か違うような気がしません？
—籐太,『ビジュアルファンブック』

籐太が目指していたのは、男性が一切登場しない「女の子だけの世界」に特化した作品であった（空気系も参照）。

#### キャラクターメイキング
以下に、PC版登場人物の開発コンセプトを、主にスタッフインタビューを元に説明する。
月丘彰・晶子

画像をアップロード

- 2011年の『女装少年ゲーム大全』によれば、「潜入系」（後述）の主人公はハイスペックな一面を有する傾向があるとされている。『おとボク』も才色兼備の「完璧超人」が活躍する作品である。一方上述したとおり、籐太は等身大の主人公を指向すべく、彰を超人としては描かなかった。「何の取り柄もないやつが一生懸命頑張っている」（籐太）「行き当たりばったり」「何も考えずに生きているところがある」（じんべい）が、そのキャラクター造形の要点であり、可愛らしさを表現するためのアプローチでもあった。上述（空気系）の目的を達するため、晶子（彰）が男性の筋力・体力を発揮する場面は作らなかった。
- 妹の晶子は精神的には彰より大人であるものの、「所詮は彰の妹」としてデザインされている。兄には口うるさいが内弁慶というキャラクターで、じんべいの好みのタイプであった。籐太は執筆中、攻略ヒロインよりも妹の晶子の方が可愛いと感じるときがあったといい、これはまずいと思ったという。
- 晶子（彰）のデザインコンセプトは「地味」。武藤は、初めは兄妹を描き分けるつもりだったが、予想よりも彰は女々しく、晶子はしっかりしているキャラクターだと分かり、結局同じように描いた。女装もののセックスシーンでは主人公がカメラに入ってくるが、ヒロイン同様可愛らしく見せる工夫に頭を悩ませたという。

名木城都
- 都は彰の事情を知る唯一の人物であり、女装生活の協力者だが、あまり協力的でも面白くないとじんべいは考えた。そこで性格を少し曲げて、彰のことが好きという設定になった。籐太は「奇をてらわない、わかりやすいツンデレ」が都であるとしている。最初の企画書ではメインのヒロインは聖佳になっていたが、その後都に変わる。#都シナリオのプロットは難航したが、ポイントとなる百合アレルギーという設定は、じんべいの弟がキウイアレルギーであったことに着想を得たという。
- 武藤は都のデザインから着手したが、その過程でじんべいからは何度かリテイクが出された。ポニーテールにリボンをあしらった最終的なデザインは、武藤がイラストを担当していたライトノベルのキャラクターが元になっている。

宝生聖佳

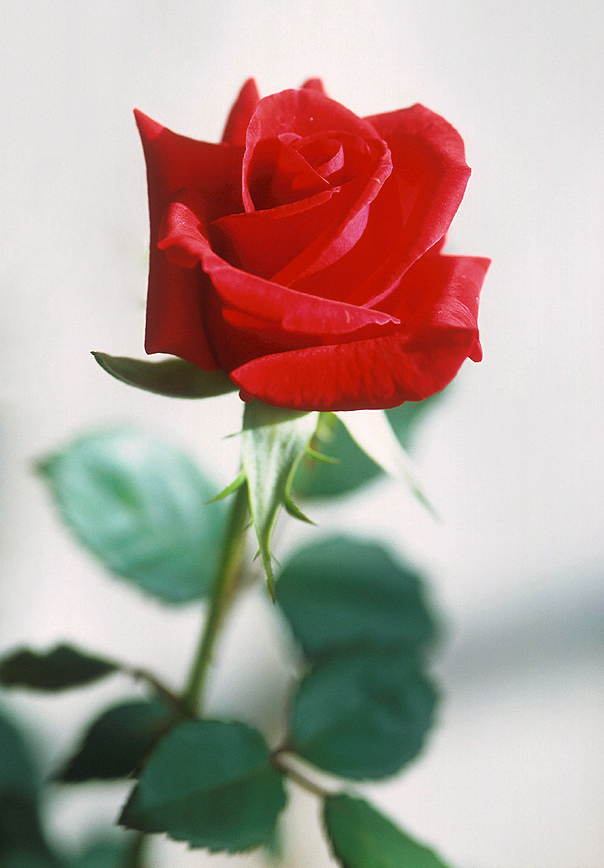
聖佳のイメージは紅薔薇。

- 聖佳ありきで本作を企画したじんべいにとっては、聖佳のキャラクターコンセプトは『花と乙女に祝福を』という作品そのものであった。晶子（彰）が彰本人として聖佳との出会いを再現する#聖佳シナリオのラストシーンは構想の段階で固まっていたという。籐太の解説によれば、作品冒頭の2人の出会いから、「晶子の物語」ではない「（晶子に扮した）彰の物語」が始まるとされている。
- じんべいはユーザーが引くくらいの綺麗なキャラクターを武藤に要求したという。デザインコンセプトは誰の目にも「わかりやすいお嬢様」。武藤は一貫して幻想的に描くことを心がけたというが、おまけシナリオでは遊びで眼鏡キャラクターにしている。

鹿島志鶴
- キャラクターコンセプトは「変態」。お嬢様なのに淫乱というキャラクターはじんべいが約10年もの間温めていたものであり、「出すならこの作品しかない」として本作のヒロインに加えられた。本作のエロ担当キャラであり、セックスシーンの数が他のヒロインと比較して多くなっている。籐太によれば、変態ヒロインというアイデアは、2009年当時においては非常に斬新なものであった。
- 武藤はプロットを一読して年上のお姉さんとの印象を持ったが、主人公と同い年だとわかり、おっとり系のデザインにした。緩やかなウェーブの髪は量が多く、描くのに苦労したと述べている。

佐上薫
- 聖佳の側にいて聖佳を説明するキャラクターとして考案された。一部の開発スタッフからは宝塚キャラとして扱われるなど、本作ヒロインの中では最もギャルゲーらしくないキャラクターだったが、籐太・じんべいは方針を変えなかった。家業の西陣織は、籐太の祖父が西陣織の職人だったことにちなむ。
- デザインコンセプトは「ボーイッシュ」。ショートカットの吊り目少女として描かれている。小道具として、革靴の代わりにスニーカーを履かされているほか、初期のラフでは竹刀を手にしていた。

藍那祈
- キャラクターコンセプトは「妹」。じんべいは、#祈シナリオのテーマは「友情」であるとし、美少女ゲームの制作においてはチャレンジであったとしている。結果としては、（祈と眞弥子の友情が育まれる）園芸部共通ルートと、祈の個別ルートで担当ライターが分かれてしまい、消化しきれなかった旨の反省を述べている。
- 初期デザインのイメージは感情表現の乏しい無口な少女であった趣旨を武藤は語っている。しかし、無口というよりは弱気なキャラクターとの印象を受けたことから、やや垂れ目に描き直したとしている。

山本眞弥子
- 祈と対になる存在として考案された「元気っ娘」ヒロインである。じんべいは眞弥子と彰を普通のカップルにしてみようと考えた。ほかのヒロインには彰と晶子の入れ替わりがいずれ必ず発覚することになるが、眞弥子シナリオでは例外的に女装が暴かれない展開を実現している。本作のお笑い担当とされており、ヒロインの中では唯一個別ルートに花が絡んでこない。
- 茶道山本流家元の孫娘でもあるところ、武藤は「和服」と「元気」のイメージを初めのうち繋げられずにいたが、（物語後半になり）和服姿を描いたところ思いのほかしっくりきたため、結果的には苦労のなかったキャラクターだったとしている。

天法院綾音
- 性同一性障害の少女であり、身体的性別は男である。じんべいは当初、ヒロインの一人にすることも考えていたが、籐太から「エンディングとかでバレたときに大変なことになるぞ。ユーザーさんにどう釈明するんだ。」などと反対され、断念したという。

#### 収録
ヒロインの配役は、都役の風音、聖佳役の青山ゆかり以下、#キャストに示したとおりである。
彰・晶子の月丘兄妹は、当時「ほんわりした感じのキャラ」を多く演じていたまきいづみが一人二役を演じた。まきは、女装していない時の彰は男らしく振る舞うものとばかり考えていたが、「もっと頼りない感じ」と修正されたばかりか、「モノローグ中も女装状態のままで」という指定がなされたとしている。また妹の晶子に対してはか弱いという印象を抱いていたところ、「しっかり者で元気」と説明され、事前の思い込みが外れた分テスト段階で時間がかかり、収録に入ったばかりの頃もリテイクが多かったと告白している。

### 広報
本作の情報は、2008年11月21日発売のアダルトゲーム月刊誌『TECH GIAN』2009年1月号、および同日開設されたensembleのブランドサイトで発表された。夏月らは「花乙女（）」という略称をスタッフ日記で用いた。12月28日から30日にかけて行われたコミックマーケット75において、宣伝動画が公開される。この時期、広報から開発へのフィードバックも行われた。例えば、クラス担任の「先生」を公式サイトで紹介したところ、意外とユーザーに好評であった。先生の出番を増やすため、既に生徒会ルートのシナリオ作業は終盤に入っていたが、生徒会顧問でもあるという設定が付け加えられた。2009年3月になり、セックスシーンを含まない体験版の配布が開始される。
広報において一貫していたウィルの姿勢は、女装ゲームの購買層に確実に訴求するということであった。百合もの（主人公は女性であり、セックスは女性同士となる）は女装もの（主人公はあくまで男性）と性質を異にし、両者のユーザーは普通一致しない。そのため、夏月らは本作が百合であるというイメージの払拭に努めた。女性同士にも見えるセックスシーン（#晶子のキャラクターデザインも参照）のサンプルを出すのは極力遅らせ、校正に上がってきたゲーム雑誌の記事に百合という言葉があれば消させるなど、対策を徹底した。
しかし一方では開発が遅れ、3月30日に発売延期の告知を出すに至る。そして5月29日の発売日を迎えた。

### 続編
2009年9月18日に、ブランド第2作となる『花と乙女に祝福を ロイヤルブーケ』の制作が発表された。妹の晶子や綾音など、本編では攻略対象外であったながらユーザーの人気を獲得したキャラクターと人気ヒロインにスポットを当て、本編後の物語を描くというコンセプトであった。原作に対する位置付けとしては、ファンディスクではなく「アフターストーリー集」とされた。
じんべいは、スタッフ日記の中で、「個人的に得意としているコメディタッチのシナリオ」であるとし、「楽しくコミカルに、そしてエロく仕上がっています」と新作の予告を行った。シナリオ担当からは籐太が外れ、じんべい・ANTENNAの体制に移行した。原画は引き続き武藤此史が担当した。
10月2日に開設された公式サイトでは、各種のミニゲーム・コンテンツをユーザーに提供し、12月のコミックマーケット77ではCM動画を公開した。そして、2010年1月29日に発売された。

## 制作・広報（PS2版）

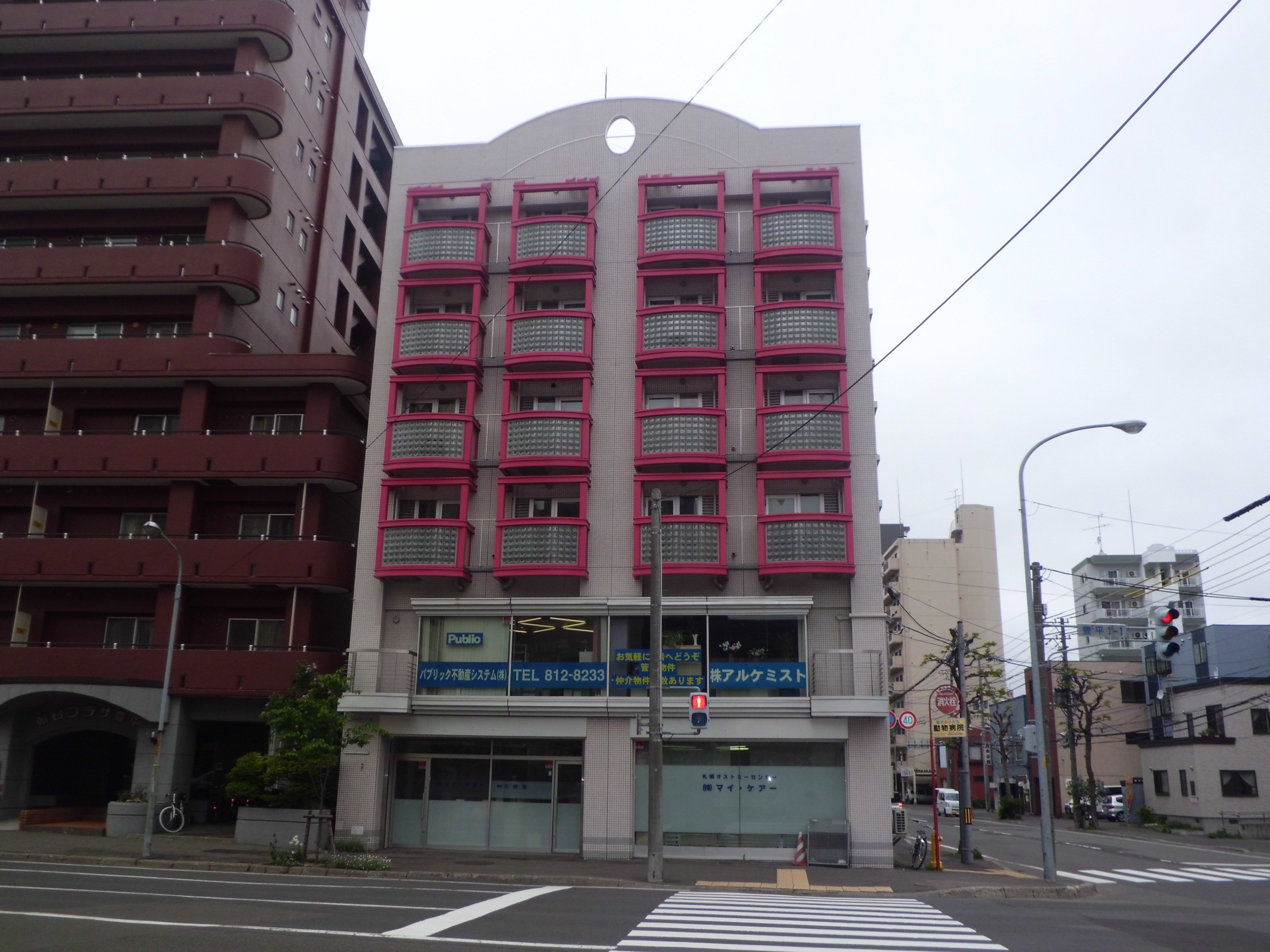
アルケミスト本店が入居していた札幌市豊平区のビル（2015年5月16日撮影）。会社はその後2015年に倒産している。

2010年3月26日、美少女ゲームの家庭用ゲーム機への移植版の販売を多く手掛けていたアルケミストの新作として、本作のPS2への移植が各媒体で一斉に発表された。
シナリオ・CGは、2人の新ヒロインの追加に合わせて大幅に増量された。新規シナリオの執筆はシナリオライター集団「企画屋」が新たに担当したが、プロットはじんべいが作成し、監修を行った。メイン原画も武藤が手掛けている。
新オープニングテーマにはARTERY VEINの「Splendid Flowers」が選ばれた。アルケミストの松原プロデューサーによれば、この時期、コミックマーケットのイベントで会った5pb.の担当者からARTERY VEIN結成の話を聞かされていたという。松原が相乗りしたい意向を伝えたところ、5pb.から同曲の提案があり、松原は社内に諮った。『春風の贈り物』の担当プロデューサーが「『花と乙女に祝福を』は、タイトルも絵もギャルゲーっぽい感じだけど」としながらも、「ちょっとカッコいい歌も合うかなと考えているんです」とARTERY VEINのコンセプトに歩み寄ったため、タイアップが決定したとされている。
PS2版は当初6月24日発売の予定であったが、直前に延期され、7月8日になって発売された。なお、結果として、『春風の贈り物』はPS2向けとしてはアルケミストの最後のタイトルとなった。

### 収録
新規ヒロインの獅堂沙織を演じた井上麻里奈は、難い口調のキャラクターで演じるのに苦労したとしつつ、「接する人によって見え方が変わる人なのかな」と思ったとし、心の距離感を意識して演じるよう心がけたと語っている。同じく新規ヒロインを演じた佐藤利奈は、朝霧七緒について、きっぱりと物を言う子という第一印象を受けたとしながら、「本来持っている少し抜けている部分や、脆い部分を隠して一生懸命明るく振る舞う様子が徐々に見え始めてからは、愛らしい子だなぁと思いました」と感想を述べている。

### 販促活動
PS2版の発売に際しては、同年にアルケミストから出された女装ゲーム
- 乙女はお姉さまに恋してる Portable（2010年4月29日。『おとボク』のPSP移植版[184]）
- 恋する乙女と守護の楯 Portable（2010年7月29日。『恋する乙女と守護の楯』のPSP移植版[185]）

とのコラボレーション「男の娘ゲーム・キャンペーン」が実施され、DreamPartyなどでチラシが配布された。『春風の贈り物』を含む3作品を全て買うと、各作品の主人公が互いの制服を交換したポートレートイラスト集が漏れなく当たるという企画であった。

## 反響
| 年度 | 市場規模（億円） |
| ---- | ---------------- |
| 2009 | 298              |
| 2010 | 261              |

コンピュータソフトウェア倫理機構による2009年度（2009年4月1日 - 2010年3月31日）のパッケージソフト審査本数は1,238本であった。またアダルトゲーム月刊誌『BugBug』は、毎年1月から12月までに発売されたタイトルの年間ランキングを作成しているが、2009年度は本作を含む512作品がその調査対象となっていた。『TECH GIAN』の同様の調査では、443作品がその対象であった。本作はそのような状況において、発売月（2009年5月）の各種売り上げ調査で軒並み上位一桁に食い込む（以下を参照）ヒット商品となり、高い評価を受けた。『BugBug』の年間ランキングでは512作品中総合31位という結果であった。続編の『ロイヤルブーケ』も好成績を収め（以下を参照）、ensembleの女装ゲームはその後シリーズ化された。

### 売り上げ

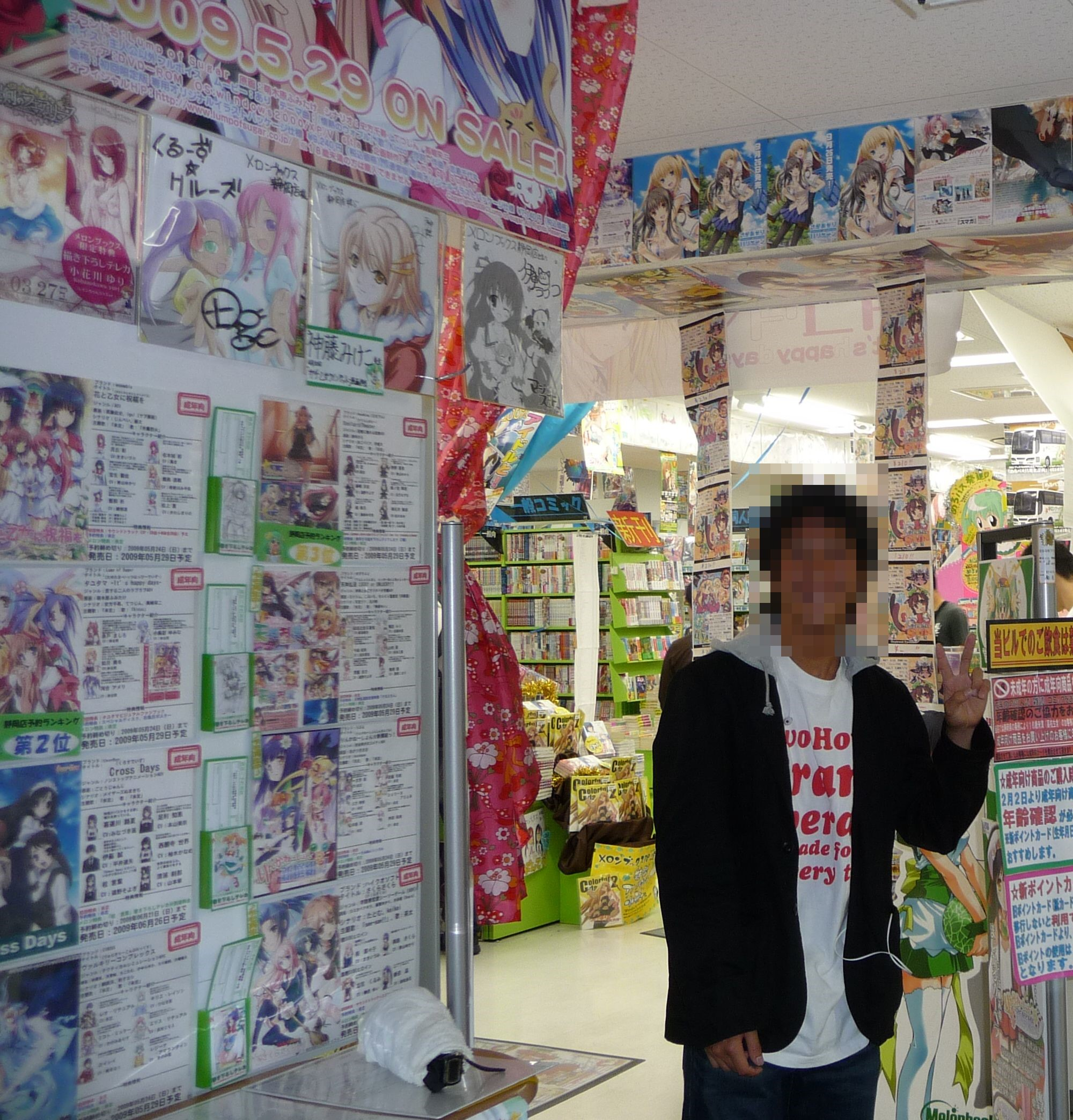
発売当月の店頭予約コーナー。最上段の宣伝は『タユタマ』、中段に本作（メロンブックス静岡店。2009年5月16日撮影）。

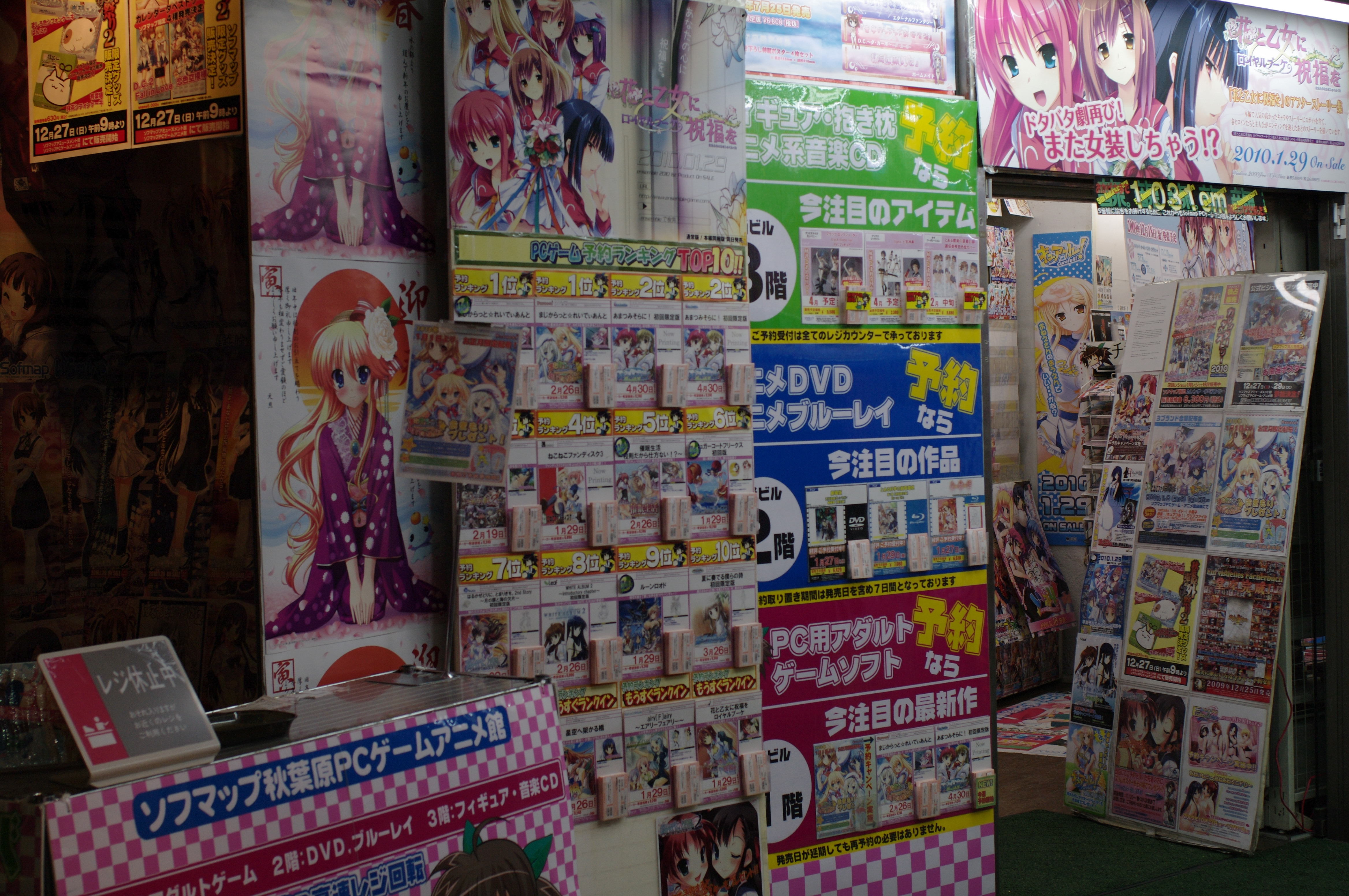
『ロイヤルブーケ』発売当月の店頭光景。入り口上に広告（ソフマップ秋葉原PCゲーム・アニメ館。2010年1月6日撮影）。

花と乙女に祝福を

本作は発売月（2009年5月）の売り上げにおいて、PCpressの集計では4位、Getchu.comの集計では3位、アダルトゲーム月刊誌『TECH GIAN』の集計では4位、同『BugBug』の集計では3位、同『PUSH!!』の集計では3位、同『PC Angel neo』の集計では3位、同『メガストア』の集計では4位、同『パソコンパラダイス』の集計では3位を記録した。この月は、本編のテレビアニメが放映中であった『タユタマ -It's happy days-』（Lump of Sugar）が上全ての集計で1位を獲得し、『天神乱漫』（ゆずソフト）が2位を占めた。PCpressは、本作は新ブランドながら健闘したと短評している。発売年（2009年）においては、Getchu.comの集計では上半期11位・年間19位であり、『TECH GIAN』の集計では上半期19位であり、『BugBug』の集計では年間上位20位の圏外であった。なお、これらの集計において販売本数は明らかにされていない。
| 順位 | 2009年5月[202]                              | 2009年全体[196]                                                                       |
| ---- | ------------------------------------------- | ------------------------------------------------------------------------------------- |
| 1    | タユタマ -It's happy days-                  | 夜明け前より瑠璃色な -Moonlight Cradle-                                               |
| 2    | 天神乱漫 -LUCKY or UNLUCKY!?-               | 真剣で私に恋しなさい!                                                                 |
| 3    | 花と乙女に祝福を                            | ましろ色シンフォニー                                                                  |
| 4    | ヴァルキリーコンプレックス                  | タユタマ -It's happy days-                                                            |
| 5    | ステルラエクエス コーデックス               | 天神乱漫 -LUCKY or UNLUCKY!?-                                                         |
| 6    | @ふぉーむメイト                             | 祝福のカンパネラ                                                                      |
| 7    | Alter Ego                                   | 姫狩りダンジョンマイスター                                                            |
| 8    | 素直くーる                                  | Stellar☆Theater                                                                       |
| 9    | Divus Rabies                                | アリス2010                                                                            |
| 10   | 美脚エージェント・麗華                      | SHUFFLE! Essence+                                                                     |
| 11   | Trample on "Schatten!!"                     | BALDR SKY Dive2 "RECORDARE"                                                           |
| 12   | 姉ったい注意報!?                            | 俺たちに翼はない                                                                      |
| 13   | 灰色の空に堕ちた翼                          | Like a Butler                                                                         |
| 14   | ハラマセテ人妻2                             | 77 〜And, two stars meet again〜                                                      |
| 15   | いたずら極悪                                | さくらさくら                                                                          |
| 16   | とらぶるHOME!                               | キスと魔王と紅茶                                                                      |
| 17   | 魔王ト聖女                                  | BALDR SKY Dive1 "Lost Memory"                                                         |
| 18   | どんちゃんがきゅ〜                          | Flyable Heart                                                                         |
| 19   | 未亡人玩具                                  | 絶対☆魔王                                                                             |
| 20   | 姫狩りダンジョンマイスター（4月度1位[210]） | 愛佳でいくの!!                                                                        |
| 圏外 |                                             | 花と乙女に祝福を（Getchu.comでは19位[208]） ヴァルキリーコンプレックス（同27位[208]） |
ロイヤルブーケ

続編の『ロイヤルブーケ』は、その発売月（2010年1月）の売り上げにおいて、PCpressの集計では7位、Getchu.comの集計では2位、『TECH GIAN』の集計では1位、『BugBug』の集計では1位、『PUSH!!』の集計では2位、『メガストア』の集計では2位、『パソコンパラダイス』の集計では8位を記録した。『PUSH!!』では事前予想でノーマークであった旨が語られている。発売年（2010年）においては、Getchu.comの集計では上半期16位・年間36位であり、『BugBug』の集計では年間上位20位の圏外であった（集計表は省略する）。これらの集計において販売本数は明らかにされていない。
春風の贈り物
『春風の贈り物』の販売実績は、メディアクリエイトが発行した『2011テレビゲーム産業白書』によれば、初週3,447本、2010年期（2010年1月4日 - 2011年1月2日）では累計6,079本販売され、家庭用ゲーム全体では年間の874位であったとされている。『ファミ通ゲーム白書2011』によれば、2010年期（2009年12月28日 - 2010年12月26日）では累計7,685本発売され、家庭用ゲーム全体では年間の744位であったとされている。
2013年になり、ゲーム総合情報サイト「Gamer」のインタビューに答えた広報担当の中川滋は、「男の娘ゲーム・キャンペーン」に関し、各作品の世界観や雰囲気はまったく異なるものであったながら、主人公が「男の娘」というところが共通してわかりやすいセールスポイントになったと述べている。『乙女はお姉さまに恋してる Portable』に関して答えている中では、#販促活動の効果があったとしている。

### 人気投票
| 部門名       | Getchu.com | TECH GIAN | BugBug    |
| ------------ | ---------- | --------- | --------- |
| 総合         | 圏外/15位  | 圏外/20位 | 31位/40位 |
| シナリオ     | 圏外/10位  | 圏外/10位 | 28位/30位 |
| グラフィック | 圏外/10位  | 圏外/10位 | 部門なし  |
| 音楽         | 圏外/10位  | 圏外/10位 | 圏外/20位 |
| システム     | 圏外/10位  | 圏外/10位 | 圏外/30位 |
| ヴォイス     | 部門なし   | 部門なし  | 圏外/20位 |
| ムービー     | 圏外/10位  | 部門なし  | 部門なし  |
| エッチ       | 圏外/10位  | 圏外/10位 | 圏外/40位 |
| キャラクター | 0人/10位   | 0人/10位  | 0人/40位  |

花と乙女に祝福を
本作は発売月（2009年5月）のユーザー人気投票において、Getchu.comの2位を獲得した。発売年（2009年）の人気投票においては、Getchu.comでは全部門で圏外、『TECH GIAN』では全部門で圏外、『BugBug』では総合31位・シナリオ部門28位を獲得し、その他の部門では圏外であった（表：「2009年の美少女ゲーム人気投票における本作の位置」に一覧を示す）。『PUSH!!』の読者アンケートの集計では年間上位10位の圏外であった。
ロイヤルブーケ
続編の『ロイヤルブーケ』は、その発売月（2010年1月）のユーザー人気投票において、Getchu.comの4位を獲得した。発売年（2010年）の人気投票においては、Getchu.comでは全部門で圏外、『TECH GIAN』では全部門で圏外、『BugBug』では全部門で圏外であった（一覧表は省略する）。『PUSH!!』の読者アンケートの集計では年間上位10位の圏外であった。
登場人物

「男の娘」専門誌『わぁい!』創刊号で実施された媒体を問わない「男の娘」キャラクター人気投票において、本作の月丘晶子（彰）は7位を獲得した。上位の顔ぶれは、『バカとテストと召喚獣』の木下秀吉が1位、『おとボク』の宮小路瑞穂が2位、『はぴねす!』の渡良瀬準が3位、といったものであった。

### 批評

#### 専門家による批評
『女装少年ゲーム大全』は、2009年から2011年にかけて発売されたアダルトゲームに登場する女装キャラクターに対し、作中での立ち位置・女装に至った経緯・女装への積極性にもとづく分類を与えている。それによれば、本作および『ロイヤルブーケ』は、同時期の女装主人公作品群と次のように対比される。
| タイプ     | タイプ      | 説明                                     | 作品 |
| ---------- | ----------- | ---------------------------------------- | --- |
| イヤイヤ系 | イヤイヤ系  | 女装に抵抗がある                         | Cure Mate Club Cross Days プリズム☆ま〜じカル りぼる・さもなー 眠れる花は春をまつ。 まにょっこ☆みのりん                                                                                        |
| ノリノリ系 | ノリノリ系  | 女装に抵抗がない                         | 魔法少女の大切なこと。 おとこの娘はおんなの娘が好き 俺サマのラグナRock |
| イベント系 | イベント系  | その場限りの女装                         | タペストリー -you will meet yourself- Primary 〜Magical★Trouble★Scramble〜 さくらテイル さくらのしっぽ Happy Wardrobe 超限勇希ムゲンフィニティ                                                 |
| TS系       | TS系        | 女装を伴う性転換                         | よついろ★パッショナート! 僕が私になった理由（強制系・潜入系との複合） |
| 強制系     | 強制系      | やむを得ない事情で女装                   | 夢幻廻廊1.5/2 キミベタ 女医さんのお言いつけっ!! るいは智を呼ぶファンディスク アザナエル 蠱蝶の夢 妹交姦の会（潜入系との複合）                                                                  |
| 潜入系     | 潜入系      | 女性以外入れない場所に潜入するための女装 | 花鳥風月 〜恋ニヲチタル花園ノ姫〜 処女はお姉さまに恋してる 2人のエルダー （もっと!）女装で孕ませてっ アッチむいて恋 シコタマ学園ハレンチ女子寮 Mてぃーちゃー 天使の羽根を踏まないでっ シキガミ |
|            | +入れ替わり | 女性以外入れない場所に潜入するための女装 | 花と乙女に祝福を ロイヤルブーケ ユリっ娘女学院 キミとボクとエデンの林檎 |

花と乙女に祝福を
本作PS2版を紹介した『わぁい!』創刊号は「「無理やり女子校に送り込まれる」ゲームが多い中、本作の彰は自発的に女子校へ飛び込んでいくのが特徴」であるとしている。同様の指摘が『女装少年ゲーム大全』でもなされている。『大全』はまた、晶子（彰）について、「潜入期間が長引くにつれ、女の子らしい言動が染みついて」いくと分析しており、PC版の攻略記事を掲載した『PC Angel neo』2009年8月号も「とにかく主人公がかわいく、そのおかげでHシーンがかなりエロく見えるところがいい」との担当ライターのコメントを付している。『女装少年コレクション ゲーム編2009』も晶子（彰）のルックスやなりきり具合などを高く採点している。
『TECH GIAN BRILLIANT 2009年 上半期』に本作のレビューが掲載されている。レビュアーの戸塚伎一は、本作の舞台について「部外者がなんとなくそうであってほしいと思う女学園像に忠実」と好意的な感想を述べている。晶子（彰）の女装がバレる状況もルート毎に個性が出ていたとし、結局ヒロインたちが彰を受け容れるのは「単なるご都合主義のみならず、それまでに性別を前提としない信頼関係が築けていたからに他ならない」と、シナリオ面も肯定的に評価している。女装美少年専門誌『オトコノコ倶楽部』VOL.2も本作を取り上げている。自身女装者であるレビュアーの大友るいは、女装した男性が「男の娘」でいられる時間は非常に短く、それゆえその一瞬に切ない輝きを放つのではないかとまず語る。その上で、本作はそのような女装者の人生を1か月に凝縮したようなものであるとし、女学園に滞在できる残りの期間が短くなっていく中、晶子（彰）が青春の葛藤に悩む#聖佳シナリオの終盤で涙を流したと述べている。

2020年になり、テキストアドベンチャーゲームのレビュー記事を執筆している「いりえ」により、本作PS2版のレビューが行われた。いりえは、主人公が単に女性として入学するのではなく、既に在籍している双子の妹と入れ替わるという状況設定が、本作を多くの女装潜入作品から区別していると指摘する。中身が入れ替わることで周囲には雰囲気が違ったように感じられるだろうため、突如として人望を集め出す展開を合理的に説明していると分析し、双子の設定が巧みに活かされていると評している。一方、「あまりにも女性としての振る舞いに馴れすぎている点に若干の物足りなさはある」とも述べている。#シナリオ面では、主人公が噂話に翻弄される展開に否定的である。本作の舞台は女子校であるため、生徒たちは噂話を好むものとして描かれる。いりえは、その点は『恋する乙女と守護の楯』も同様であったがと断りつつ、本作では多くのルートの終盤で極端な噂に振り回されたと感想し、単調なプレイにならざるを得なかったと指摘している。
ロイヤルブーケ
『BugBug』2010年4月号で『ロイヤルブーケ』のレビューを担当した「黒い白馬」は「#愛のお泊まり会」を特に取り上げ、『ロイヤルブーケ』でも引き続き女装主人公ものの楽しさを味わえたとし、晶子（彰）については「ある意味、本物の女のコより乙女していて可愛らしい」と評した。『メガストア』2010年4月号は「まきいづみによる主人公ボイスもgood」とコメントしている。また「黒い白馬」は、本編#眞弥子シナリオで三船千里に告白された綾音の、答えを出すまでの葛藤が、彼女の過去も交えつつ「#心は女。体は男?!」に描かれている点を評価している。
『女装少年ゲーム大全』は、「#心は女。体は男?!」に加え、女装の後遺症で仕草が女らしくなってしまった彰を描いた「#彰・漢化計画」を挙げ、女装もの好きにとってはグッとくる展開が目白押しであったと評している。さらに、もう一人の女装少年である綾音を「ノリノリ系」のサブヒロインとして分析しており、綾音が晶子（彰）に対し嫌がらせをする本編のシーンや、千里のプロポーズにどう応えるか悩むシーンから、繊細な内面を持つ完全な女性であると結論している。
春風の贈り物
「いりえ」のレビューは、PS2版の追加要素にも触れている。新規ヒロインと出会う選択をしてしまうと、その後選択肢が一切表示されなくなり、延々と読み進めていくだけになってしまう点を起伏がないと指摘し、減点対象であると評している。
ファミ通のクロスレビューなどは未実施。

#### ユーザーの感想・その他
前述の#広報（PC版）の方針の結果としては、ユーザーからは「思ったより」百合ものだったという感想が多く寄せられ、女装ゲームの購買層にまず正確にアピールできていたことが確認できたという。百合色が濃いという意見に対し夏月は、女装ものを欲したユーザーが結果としてそのような感想を抱くのは問題なく、狙いに対する否定的な意見としては受け止めていないとしている。
なお、籐太の危惧したとおり、発売後のキャラクター人気投票「ルピナスのヒロインは私よ！ 選手権」ではヒロインたちを差し置いて晶子が1位を獲得している。2位は彰であった。晶子が攻略できないことへの不満の声もあがった。ひたすら地味に描いたという武藤にとっては、この結果は意外なものであった。志鶴もユーザーに好評であった。以降のensemble作品ではヒロインの中に「ヘンタイ枠」が設けられるようになった。籐太は2022年になり、美少女ゲームのヒロインには通常清楚さが求められるため、志鶴がユーザーに支持されるかという点に関しては当初懐疑的であったと打ち明けつつ、本作ではセックスシーンが女の子同士のもののように見えるため、結果として広く受け入れられたのではないかと分析している。

### 受賞
本作は2009年度の萌えゲーアワードに参加しているが、ノミネート・受賞には至らなかった。『ロイヤルブーケ』もまた2010年度のアワードに参加し、ノミネート・受賞を逃している。

### 同人誌即売会
本作の二次創作には、いわゆるオンリー即売会が存在した。イベント主催団体「モノリス」によるもので、「はなおとめ*」という即売会が「男の娘☆Convention」の一部として実施されていた。

### シリーズ化とブランド地位の確立
| 2009 | 花と乙女に祝福を               |
| 2010 |                                |
| 2011 |                                |
| 2012 | 乙女が紡ぐ恋のキャンバス       |
| 2013 | 桜舞う乙女のロンド             |
| 2014 | 乙女が奏でる恋のアリア         |
| 2015 |                                |
| 2016 | 乙女が彩る恋のエッセンス       |
| 2017 | 想いを捧げる乙女のメロディー   |
| 2018 | 乙女が結ぶ月夜の煌めき         |
| 2019 |                                |
| 2020 |                                |
| 2021 | 星の乙女と六華の姉妹           |
| 2022 | 乙女とふれあう、ひとつ屋根の下 |
| 2022 | 華は短し、踊れよ乙女           |
| 2023 | 乙女の剣と秘めごとコンチェルト |
| 2024 |                                |
| 2025 | 宿りし乙女の誓いと魔法         |

2012年、当時アダルトゲームで複数の女装キャラクターを演じていた声優の民安ともえが「男の娘」専門誌の『おと☆娘（）』VOL.7のインタビューに答え、「2009年はいわゆる“潜入もの”の名作が結構出た年だったんです」と振り返っている。民安によれば、2010年にかけ「ノリノリ系」のキャラクターが急増し、2011年に入ると主役級を務める女装キャラクターが多くなったという。
ensembleは本作に続く女装主人公作品として、2012年に『乙女が紡ぐ恋のキャンバス』を、2013年に『桜舞う乙女のロンド』を発表した。これらにより、本作を含むensemble・および姉妹ブランドensemble SWEETの女装ものは乙女シリーズを形成していく。シリーズ累計の販売本数は2016年の『乙女が彩る恋のエッセンス』の時点で公称8万本に到達し、2021年のBugBug.NEWSではシリーズが女装主人公を美少女ゲームの人気ジャンルに押し上げ定着させたと評された。2025年現在、本編作品としては12作品（表：「乙女シリーズ」を参照）、ファンディスク・派生作品まで含めると19作品が制作されている。
| 「                                     | 「ensembleが求められているもの」ですが、まずは「女装モノ」だと思います。 | 」 |
| —ensemble（『PUSH!!』2014年2月号より） |                                                                          |    |

| 「                                                            | たまたま1本目に持ち込まれた企画が女装主人公もので、ありがたいことにそれを評価していただいて。それで今でも女装ものとお嬢様ものを交互に出しています。 | 」 |
| —ensembleディレクター・真田昌樹（『BugBug』2016年12月号より） | |    |

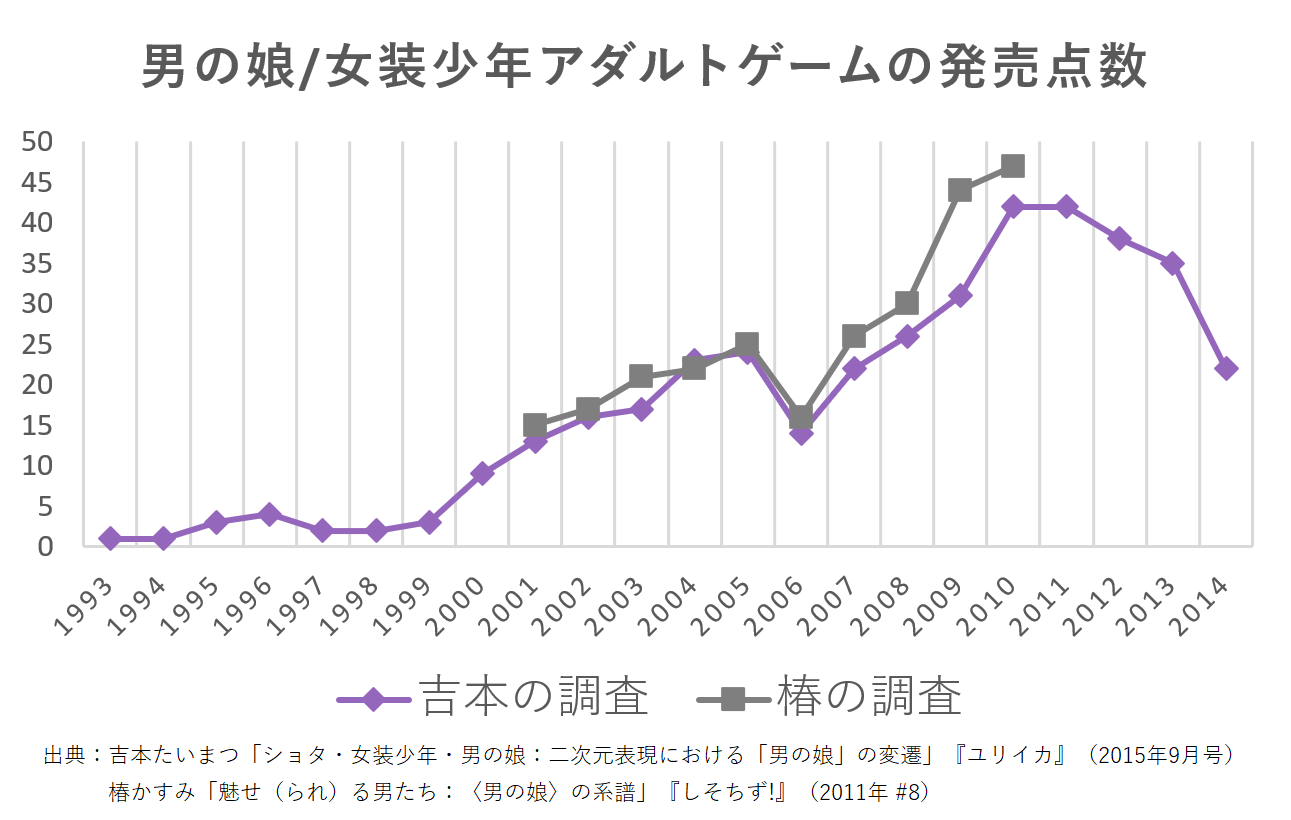
図：男の娘/女装少年アダルトゲームの発売点数の推移
（調査：吉本、椿かすみ）

一方、おたく文化史研究家・吉本たいまつの2015年の調査によれば、アダルトゲームにおける女装もののブームは本作発売後明らかに終了に向かっているとされる（図：「男の娘/女装少年アダルトゲームの発売点数の推移」も参照）。『とんがりギャルゲー紀行』（2020年、ジーウォーク）を著しているライターの松田ゆのじは、2019年の同連載記事において、乙女シリーズの各作品はシナリオ面で『おとボク』に及ばないとしながらも、女装主人公作品の供給を継続するensembleは、このジャンルを愛好するユーザーにとって貴重な存在となっていると評している。
籐太は、「花乙女は私が関わってきた作品の中でも特に大きな成功を収めたと言っていいでしょう」と、2022年に振り返っている。ライターとしての実力に対する周囲の評価は、ちょうど本作が世に出たころから安定しはじめ、「籐太の作品なら間違いない」とまで言われるようになったという。また、2019年にensemble SWEETから発売された『乙女騎士♥いますぐ私を抱きしめて』は、本作広報の夏月がディレクターを務めた作品である。その内容は、月丘彰・晶子の従弟である主人公が、病弱な双子の姉のため女装して女学園に通うというものであった。

## トラブル

### PS2版オープニングを巡るトラブル
2010年6月11日、アルケミストにより、新規ヒロイン2人の切ない想いをイメージしたというPS2版のオープニングムービーが公開されたが、曲調はシリアスであり、原作PC版のオープニングとは雰囲気の異なるものになっていた。同日、ensembleは「コンシューマ版『花と乙女に祝福を〜春風の贈り物〜』OP曲とOPムービーについて」と題し、要旨次のとおり声明を発表した。
1. PS2版のオープニング曲・同ムービーは、ensembleが監修したものではない。
2. 作品イメージから大きく乖離しており、PS2版の形で世に出てしまうのは残念である。

翌6月12日、デビューシングル発売を控えたARTERY VEINのインタビュー記事がファミ通に掲載された。オープニングテーマの「Splendid Flowers」に関し、同席したアルケミストの松原プロデューサー（前述）が、「とらえかたによっては、ゲームのイメージと違うのかなと思われるかもしれませんが、僕らはそのギャップも含めて非常に気に入っていて、このインパクトをプロモーションビデオでお伝えできればいいかなと思っていました」と説明したことで対立の存在がいよいよ明らかとなった。この件を報じたガジェット通信は、ensembleの改善要望をアルケミスト側が受け入れなかったことに起因するごたつきと推定している。
なお、本作PSP版はアルケミストではなく、かつてのウィルの子会社で当時ウィルプラスの親会社となっていたアスガルド（リンク先の項を参照）の新ブランド「BOOST ON」により移植・発売された。PSP版では原作のオープニング「Maiden's Garden」に再び戻されている。

## 関連商品

### 書籍
ファンブック
2009年11月26日に彩文館出版から『花と乙女に祝福を ビジュアルファンブック』が刊行された。版権イラストギャラリー、未公開ラフギャラリー、キャラクター&ストーリーガイド、クリエイターインタビューが収録されている。ISBN 978-4775604519。
小説
2009年11月30日にハーヴェスト出版〈なごみ文庫〉から『花と乙女に祝福を 短編集』が発売された。著者は歌鳥、イラストはひなたもも・蜜キング。4話からなる短編集で、原作都ルートの後日譚として描かれている。ISBN 978-4434137914。

### ドラマCD
2009年8月14日にドラマCD『緊急開催！ ルピナス・貧乳サミット！』が、同年12月29日に同『限界突破!? 志鶴さんの我慢デート』が発売された。また、録り下ろしドラマCDとして『部長の本気!? 名探偵宇佐見の挑戦！』・『サクラソウの出会い〜志鶴を変えた晶子の言葉〜』が制作されている。
| # | 発売日         | 収録作品（表題作は太字）                     | 規格品番   | 備考                 |
| - | -------------- | -------------------------------------------- | ---------- | -------------------- |
| 1 | 2009年8月14日  | 緊急開催！ ルピナス・貧乳サミット！          | Will-219D  | コミックマーケット76 |
| 1 | 2009年8月14日  | 祈と眞弥子の、華麗なるカレーな御礼           | Will-219D  | コミックマーケット76 |
| 2 | 2009年12月29日 | 限界突破!? 志鶴さんの我慢デート              | Will-219D2 | コミックマーケット77 |
| 2 | 2009年12月29日 | 宝生聖佳の恋のレッスン                       | Will-219D2 | コミックマーケット77 |
| 3 | 2010年7月8日   | 部長の本気!? 名探偵宇佐見の挑戦！            | —          | PS2版録り下ろし      |
| 4 | 2011年10月27日 | サクラソウの出会い〜志鶴を変えた晶子の言葉〜 | —          | PSP版録り下ろし      |

### その他
上述した小説・ファンブックやドラマCDのほかに、以下のグッズが製作されている。
- 聖ルピナス学園制服（2009年、コスプレ衣装メーカー「kiss」）[131]
- 月丘さん抱き枕カバー（2009年）[43]
- 名木城都抱き枕カバー（2010年）[259]
- 鹿島志鶴&月丘さんおっぱいマウスパッドセット（2010年）[259]
- その他、タペストリー[260]など

また、以下のウィルプラス作品には本作主人公の月丘晶子（彰）が登場する。
- 輝光翼戦記 銀の刻のコロナ（2011年、ETERNAL）[261]
- 桜舞う乙女のロンド（2013年、ensemble）[251]
- 乙女が奏でる恋のアリア（2014年、ensemble）[262]
- 乙女が彩る恋のエッセンス（2016年、ensemble）[263]
- 乙女が結ぶ月夜の煌めき（2018年、ensemble）[264]
- 乙女騎士♥いますぐ私を抱きしめて（2019年、ensemble SWEET）[252]
- シャイニー・シスターズ〜女装主人公アイドルプロジェクト〜（2019年、ensemble）[265]

またウィルプラスは、SILVER BLITZのトレーディングカードゲーム『Lycée』や、ジー・モードのシミュレーションRPG『メガミエンゲイジ!』に本作の版権を提供していた。